# 高屏發電廠六龜機組

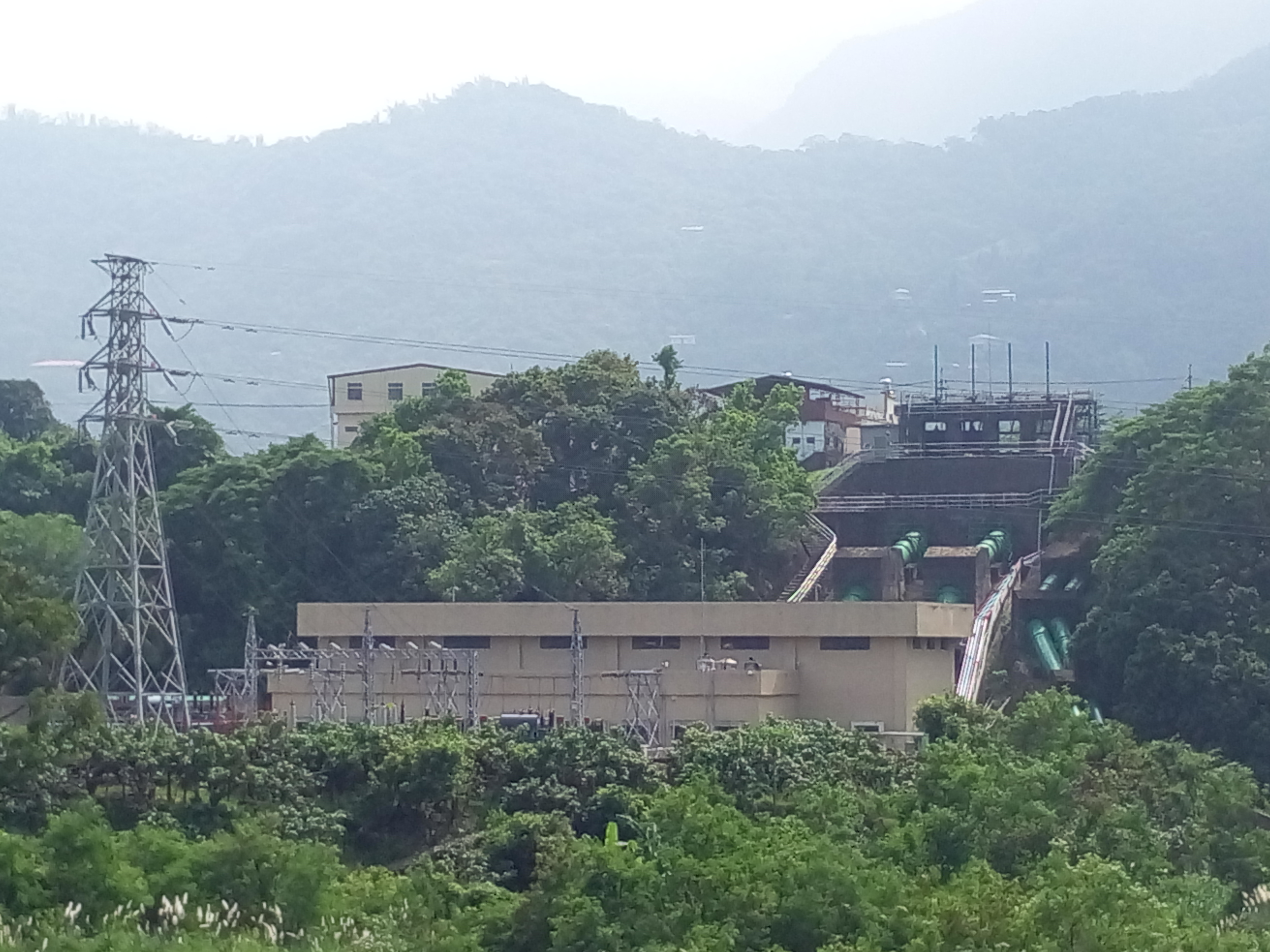
自省道臺27甲線遠眺六龜機組廠房與壓力鋼管

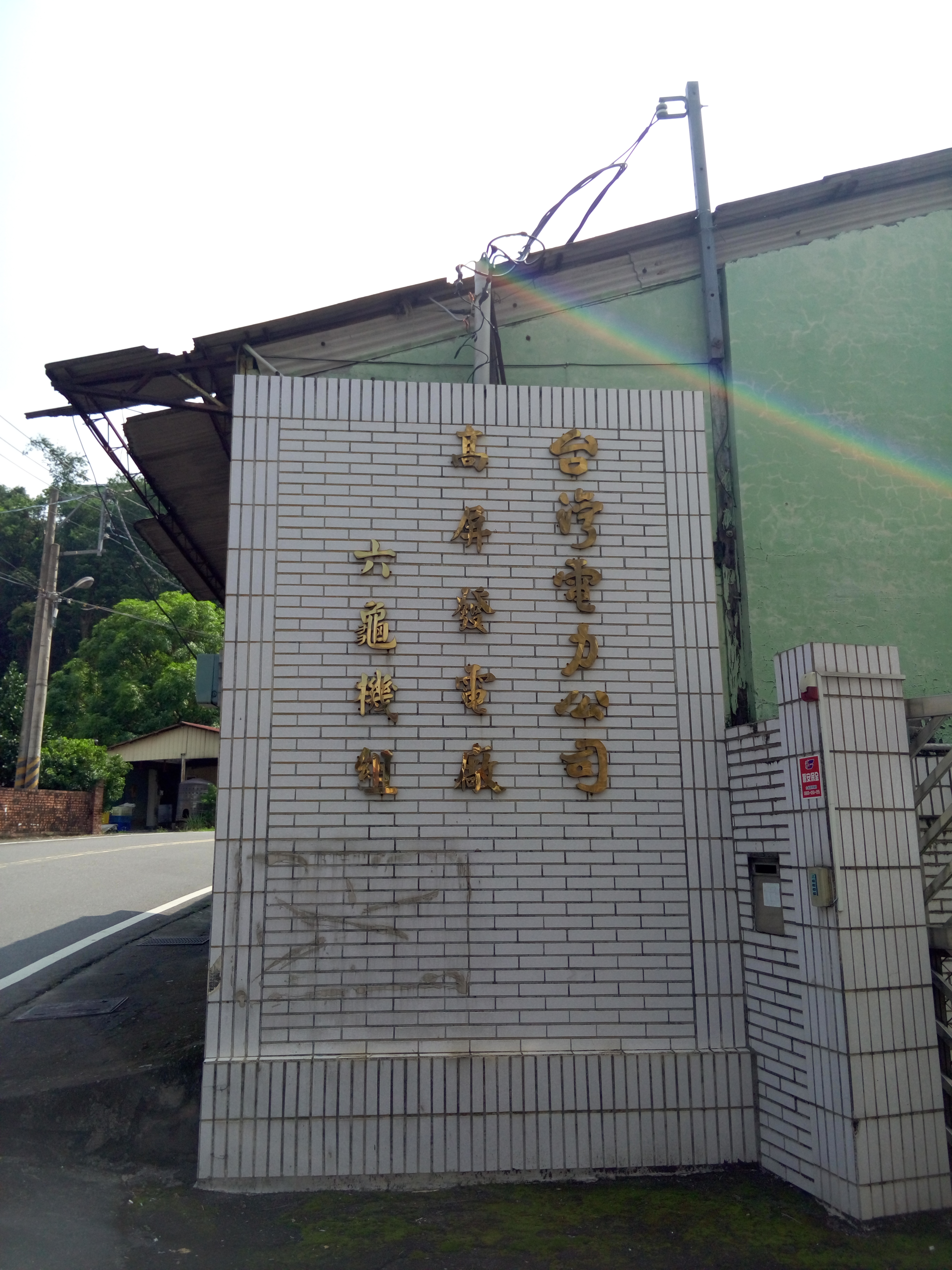
六龜機組大門

高屏發電廠六龜機組為一座位在臺灣高雄市六龜區的水力發電廠，其臺灣日治時期之名稱為土壟灣發電所，戰後台電接收則改為土壟灣發電廠，至今與同在高雄市的美濃區
竹仔門發電廠合併後官方正式全名為臺灣電力股份有限公司高屏發電廠六龜機組。目前仍在商轉發電中。

## 沿革

### 日治時期
土壟灣發電廠最早在臺灣日治時期1911年（明治44年）開始興建，工程歷時六年於1917年（大正6年）12月竣工，隔年1918年（大正7年）1月開始正式商轉供電，為一座「低落差川流式發電廠」，當時命名為土壟灣發電所。
土壟灣發電所在1933年利用頭水導水路建設自來水設施，提供當時台灣總督府的樟腦局及見張所人員眷屬使用。
當時發電廠引水自荖濃溪上游，在引水處建有一座攔河堰，名為土龍灣堰。發電機組為德國設計製造，總裝置2880瓩，是日治時期高雄港建港時主要的電力供應來源之一。
然而，土壟灣發電所竣工不久因水輪機馬力不足，因此發電量僅有2600千瓦，滿載出力的3分之2，而後分別在1923年與1946年將水輪機改造增加馬力，使得發電機達到滿載運轉3600千瓦。

### 省政府時期
戰後，土壟灣發電所由臺灣電力公司接手繼續進行發電之業務，當時總裝置容量為3.1MW。
1963年（民國52年）土壟灣發電所改名為土壟發電廠。
1977年（民國66年）竹仔門發電廠與土壟發電廠合併為高屏發電廠。其中竹門發電廠改稱高屏發電廠竹門分廠，而土壟發電廠改稱高屏發電廠土壠分廠。

### 現今
1992年（民國81年）5月18日，因發電廠之發電機組自日治時期運轉至今已顯老舊，並且運轉安全勘慮，因此臺電公司隨即著手進行改建工程。將原舊機組汰除，並改為兩部裝置容量各為2.25MW的法蘭西斯橫軸水輪發電機組，總裝置容量從原本的3.1MW提升為4.5MW。兩部機組分別在1994年（民國83年）5月1日及5月7日並聯系統，同年年底正式開始商轉發電。
目前高屏發電廠土壠分廠已改為高屏發電廠六龜機組，當前六龜機組商轉發電因受限於荖濃溪之溪水流量多寡，冬季枯水期單機發電量2250千瓦，豐水期雙機發電量4500千瓦。

## 設施

### 機組

#### 商轉中
| 名稱   | 發電機型號                             | 水輪機型號                             | 機組數量 | 發電方式 | 有效落差（公尺） | 單一機組用水量（CMS） | 容量（MW） | 位置         | 商轉日期     | 狀態   |
| ------ | -------------------------------------- | -------------------------------------- | -------- | -------- | ---------------- | --------------------- | ---------- | ------------ | ------------ | ------ |
| 一號機 | 中華民國大同公司製有刷式交流同步發電機 | 中華民國大同公司製橫軸法蘭西斯式水輪機 | 1        | 川流式   | 30.6             | 8.7CMS                | 2.5MW      | 高雄市六龜區 | 1994年5月1日 | 商轉中 |
| 二號機 | 中華民國大同公司製有刷式交流同步發電機 | 中華民國大同公司製橫軸法蘭西斯式水輪機 | 1        | 川流式   | 30.6             | 8.7CMS                | 2.5MW      | 高雄市六龜區 | 1994年5月7日 | 商轉中 |

#### 已汰除
| 名稱   | 發電機型號             | 水輪機型號                           | 機組數量 | 發電方式 | 有效落差（公尺） | 單一機組用水量（CMS） | 容量（MW） | 位置         | 商轉日期  | 狀態   |
| ------ | ---------------------- | ------------------------------------ | -------- | -------- | ---------------- | --------------------- | ---------- | ------------ | --------- | ------ |
| 一號機 | 德国西門子公司製發電機 | 瑞士EscherWyss製豎軸法蘭西斯式水輪機 | 1        | 川流式   | 30.6             |                       |            | 高雄市六龜區 | 1918年1月 | 已汰除 |
| 二號機 | 德国西門子公司製發電機 | 瑞士EscherWyss製豎軸法蘭西斯式水輪機 | 1        | 川流式   | 30.6             |                       |            | 高雄市六龜區 | 1918年1月 | 已汰除 |
| 三號機 | 德国西門子公司製發電機 | 瑞士EscherWyss製豎軸法蘭西斯式水輪機 | 1        | 川流式   | 30.6             |                       |            | 高雄市六龜區 | 1918年1月 | 已汰除 |
| 四號機 | 德国西門子公司製發電機 | 瑞士EscherWyss製豎軸法蘭西斯式水輪機 | 1        | 川流式   | 30.6             |                       |            | 高雄市六龜區 | 1918年1月 | 已汰除 |

### 管理
- 電廠名稱：高屏發電廠六龜機組
- 管理單位：臺灣電力公司高屏發電廠
- 廠內編制：無（遠端遙控）

### 設施
- 廠房類型：露天式
- 取水來源：荖濃溪（土壟灣堰）
- 壓力鋼管：兩條

## 圖集

### 廠房

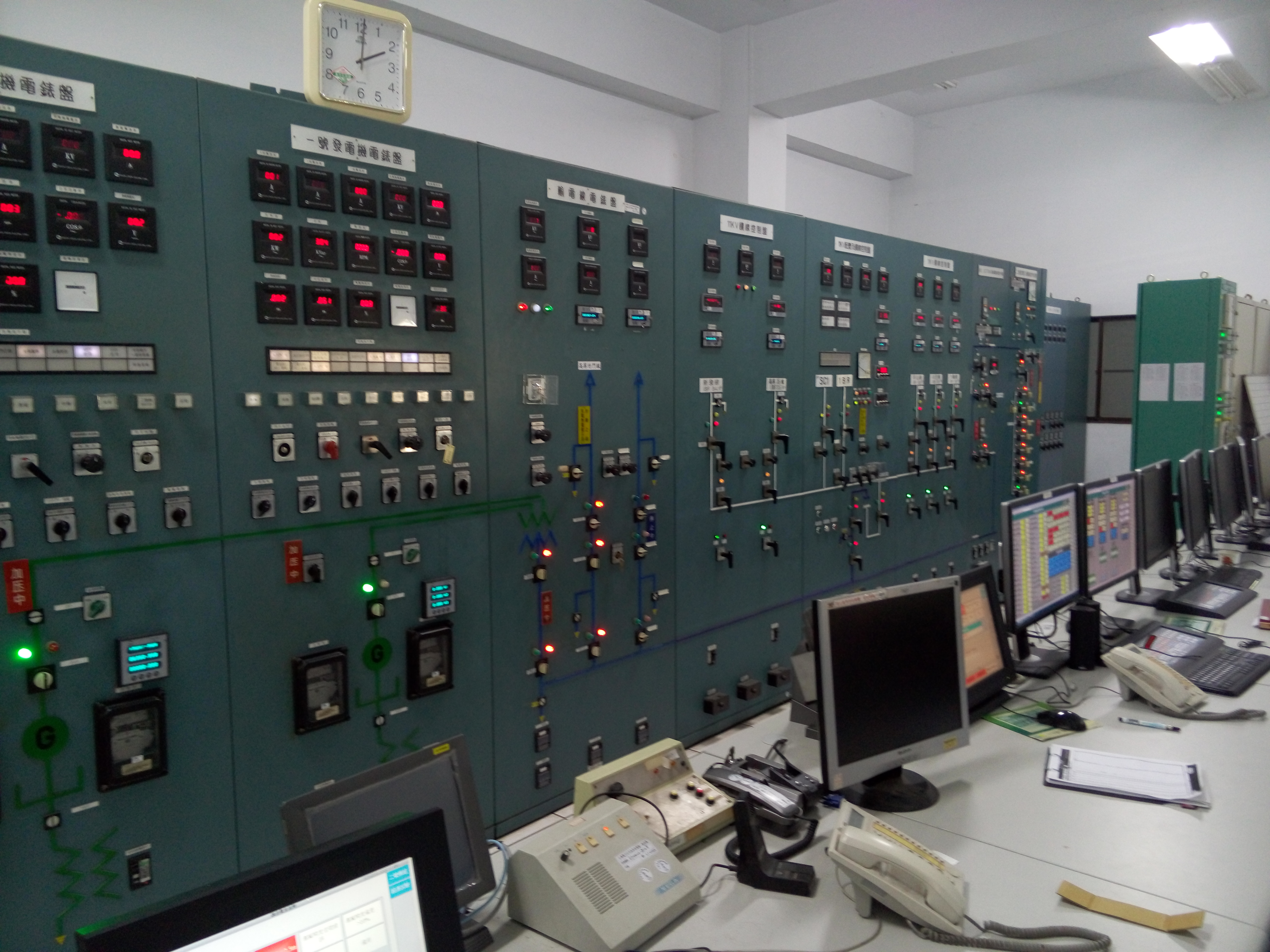
控制室
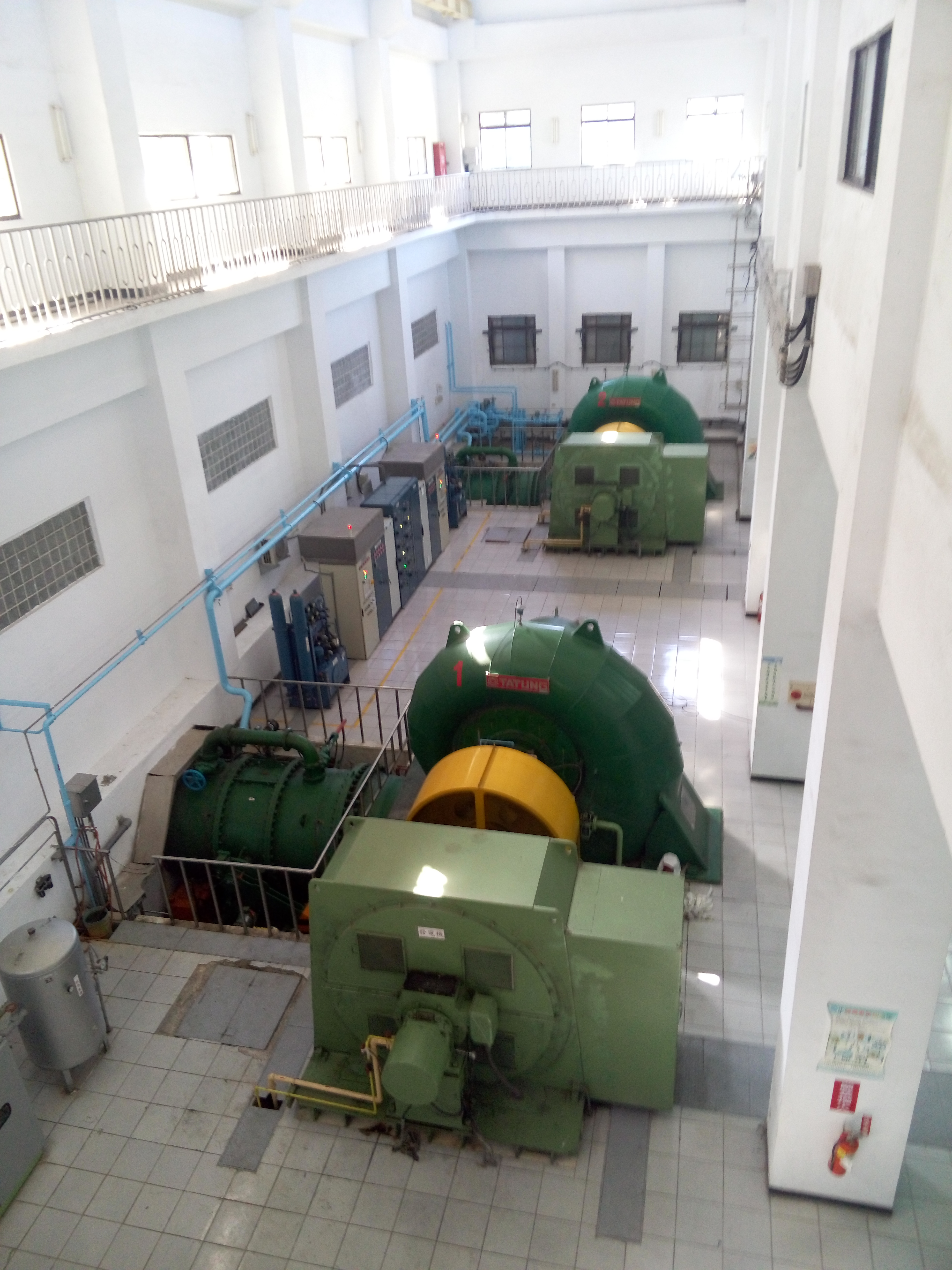
廠房內部，最前方為二號機，靠後為一號機。
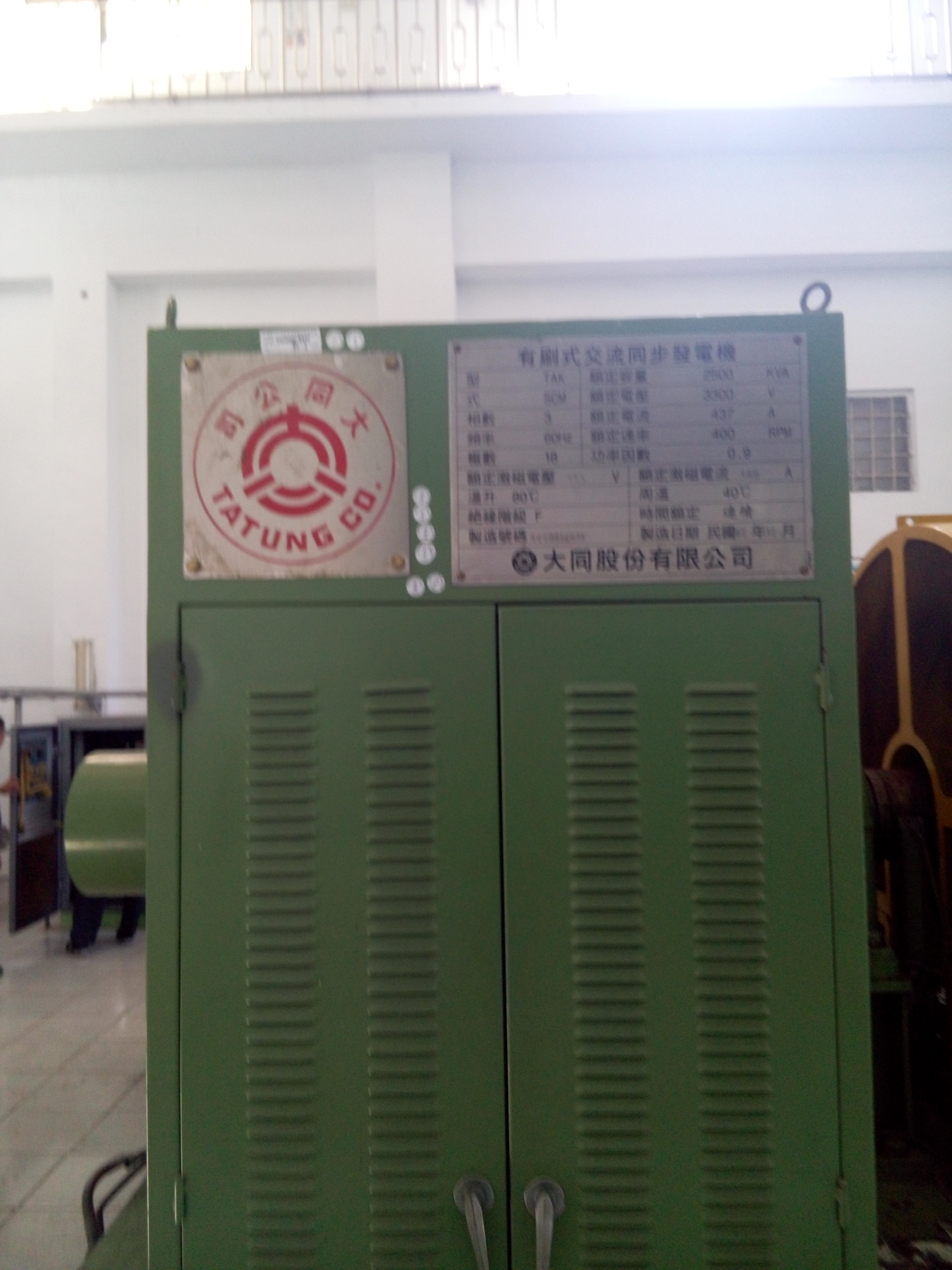
一號發電機名牌，為大同公司製交流式發電機。
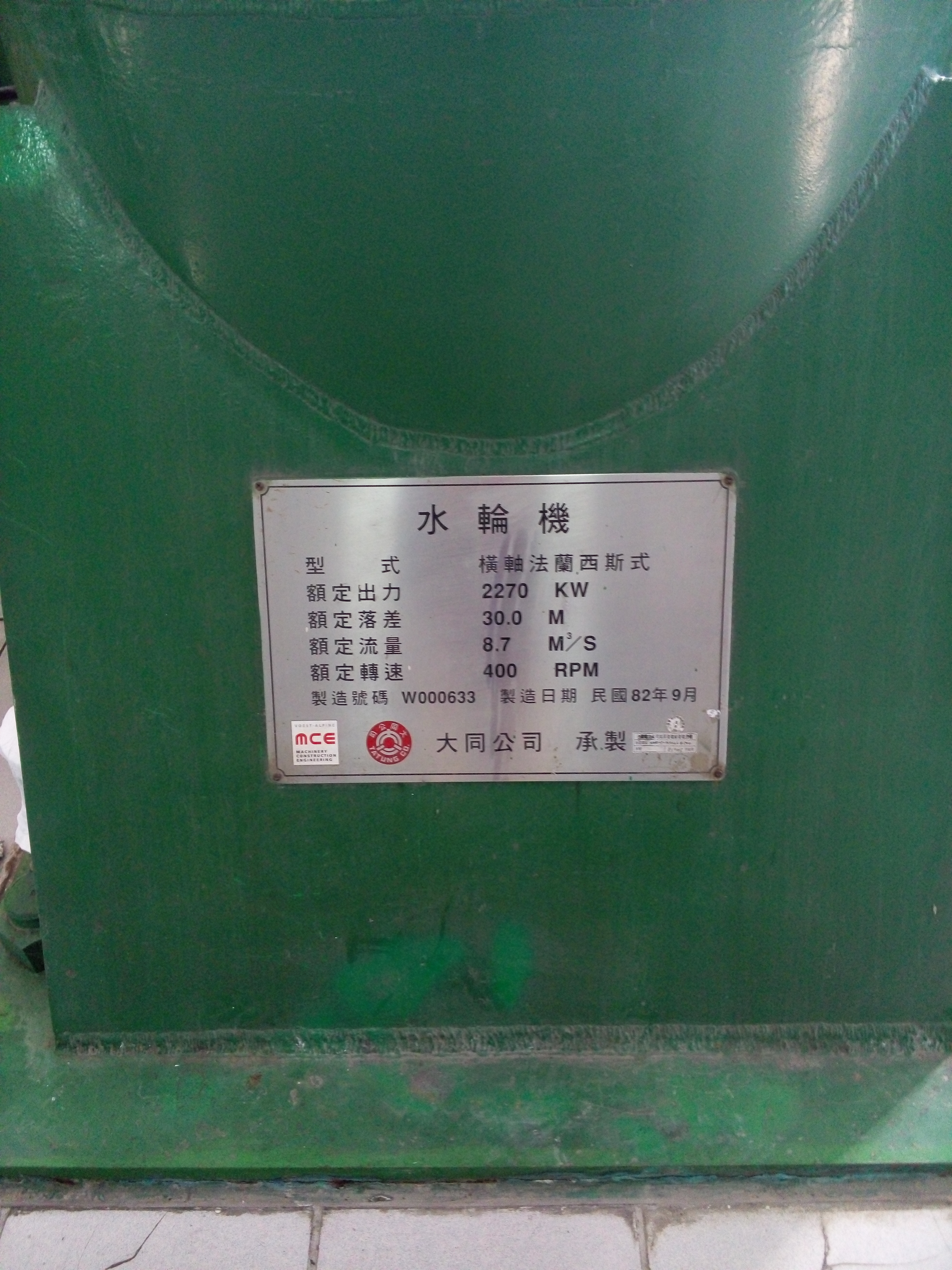
一號水輪機名牌，為橫軸法蘭西斯式水輪機。
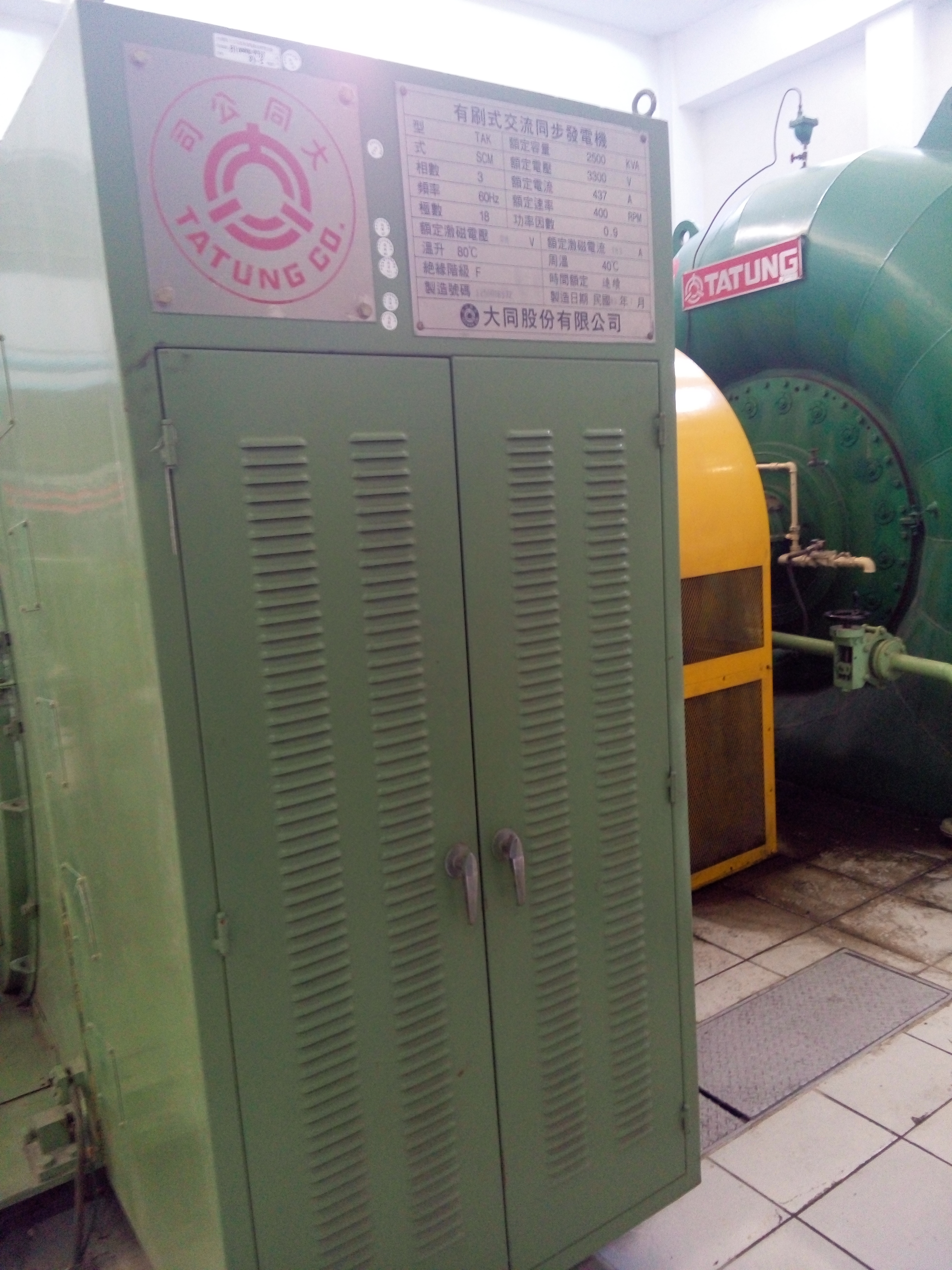
二號發電機名牌，為大同公司製交流式發電機。
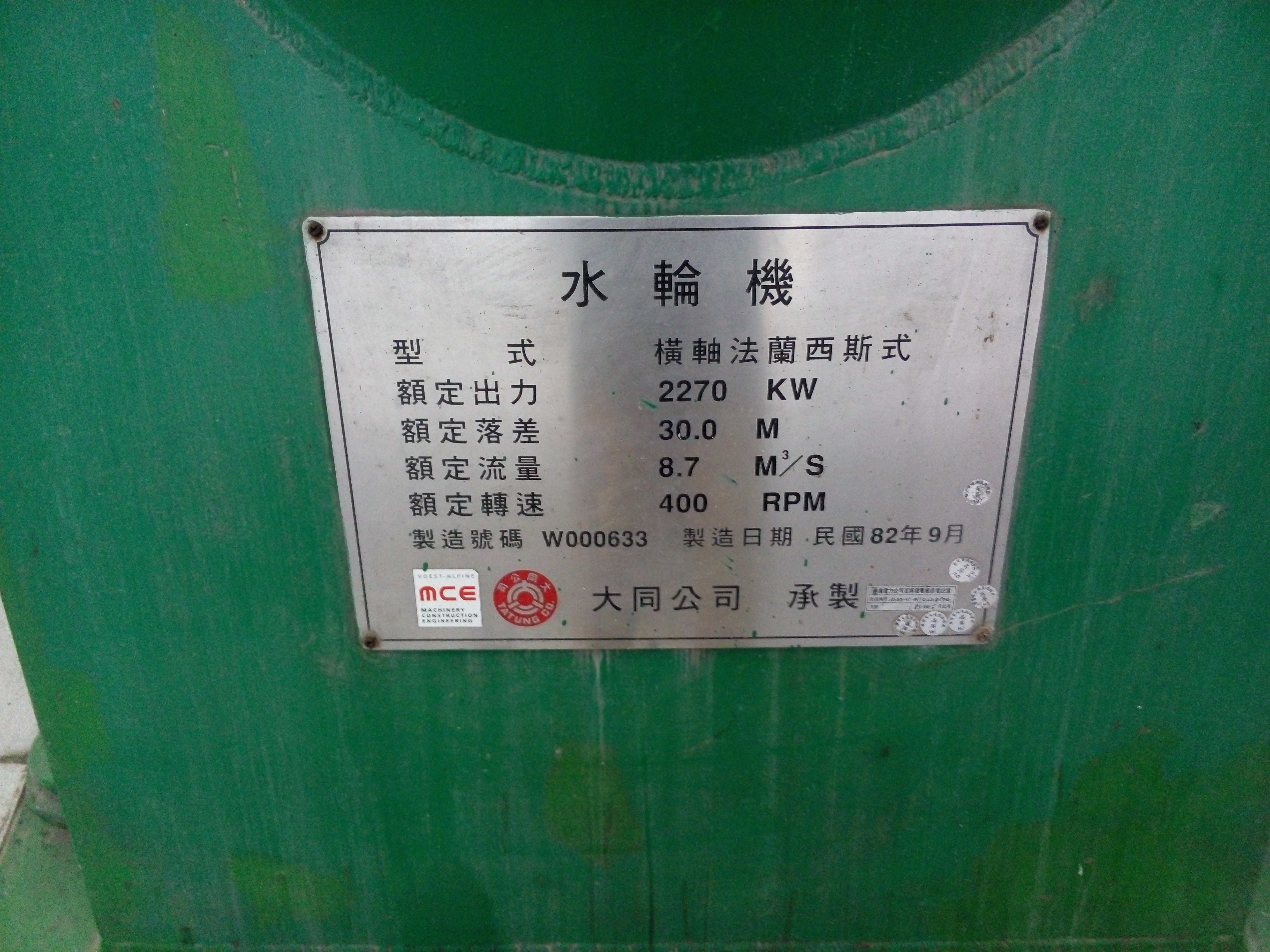
二號水輪機名牌，為橫軸法蘭西斯式水輪機。
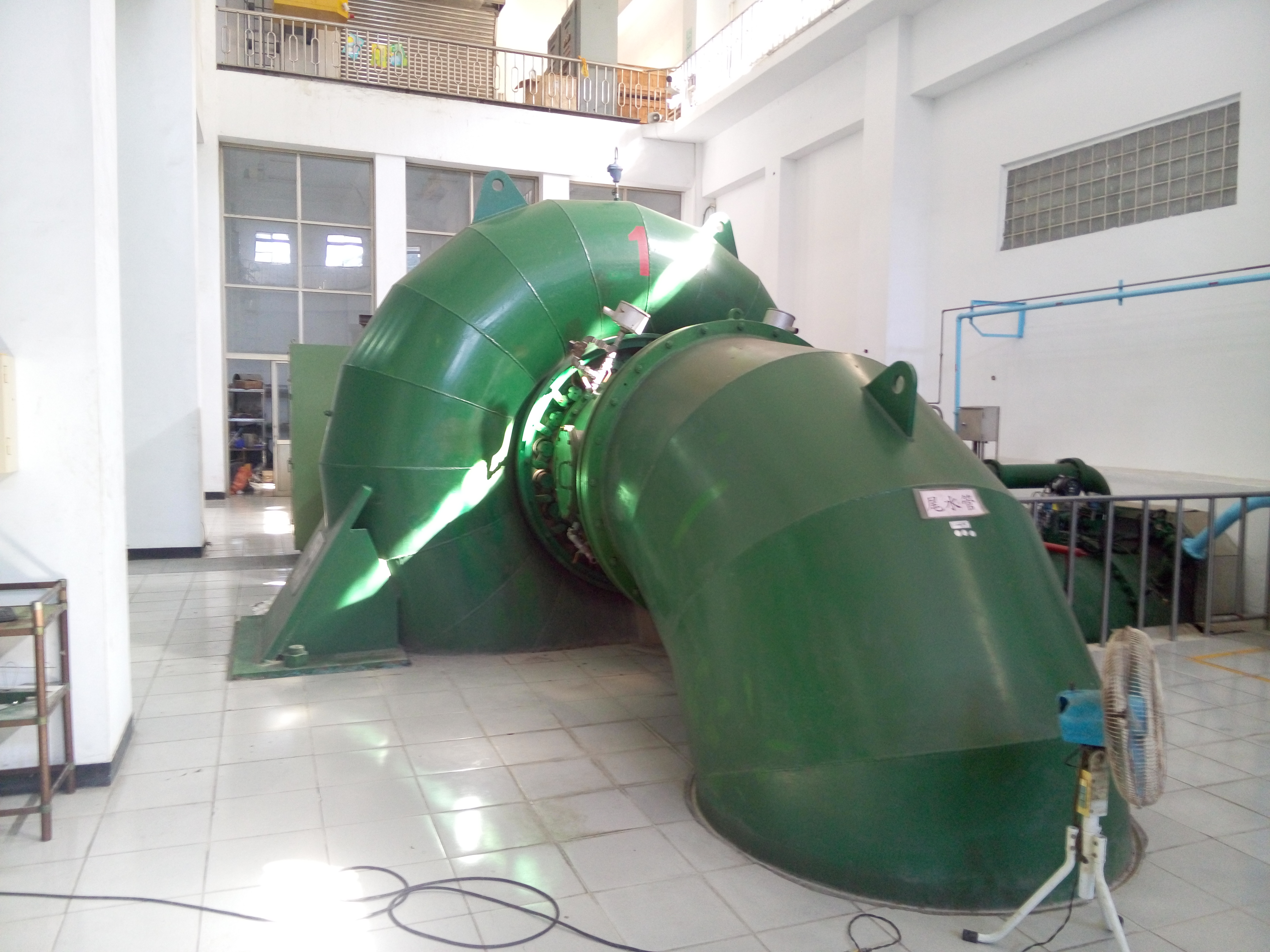
一號水輪機尾水管
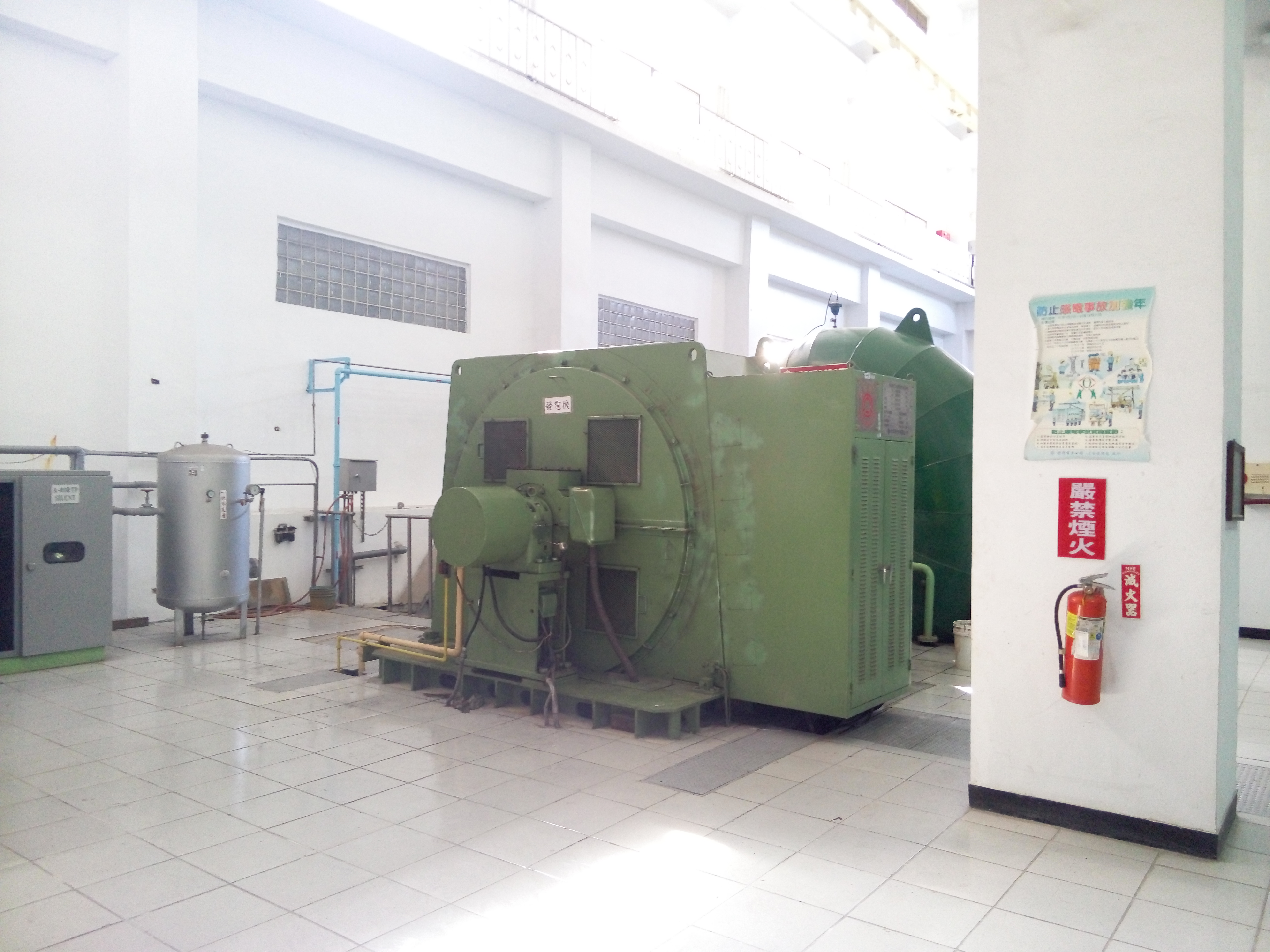
一號發電機側面
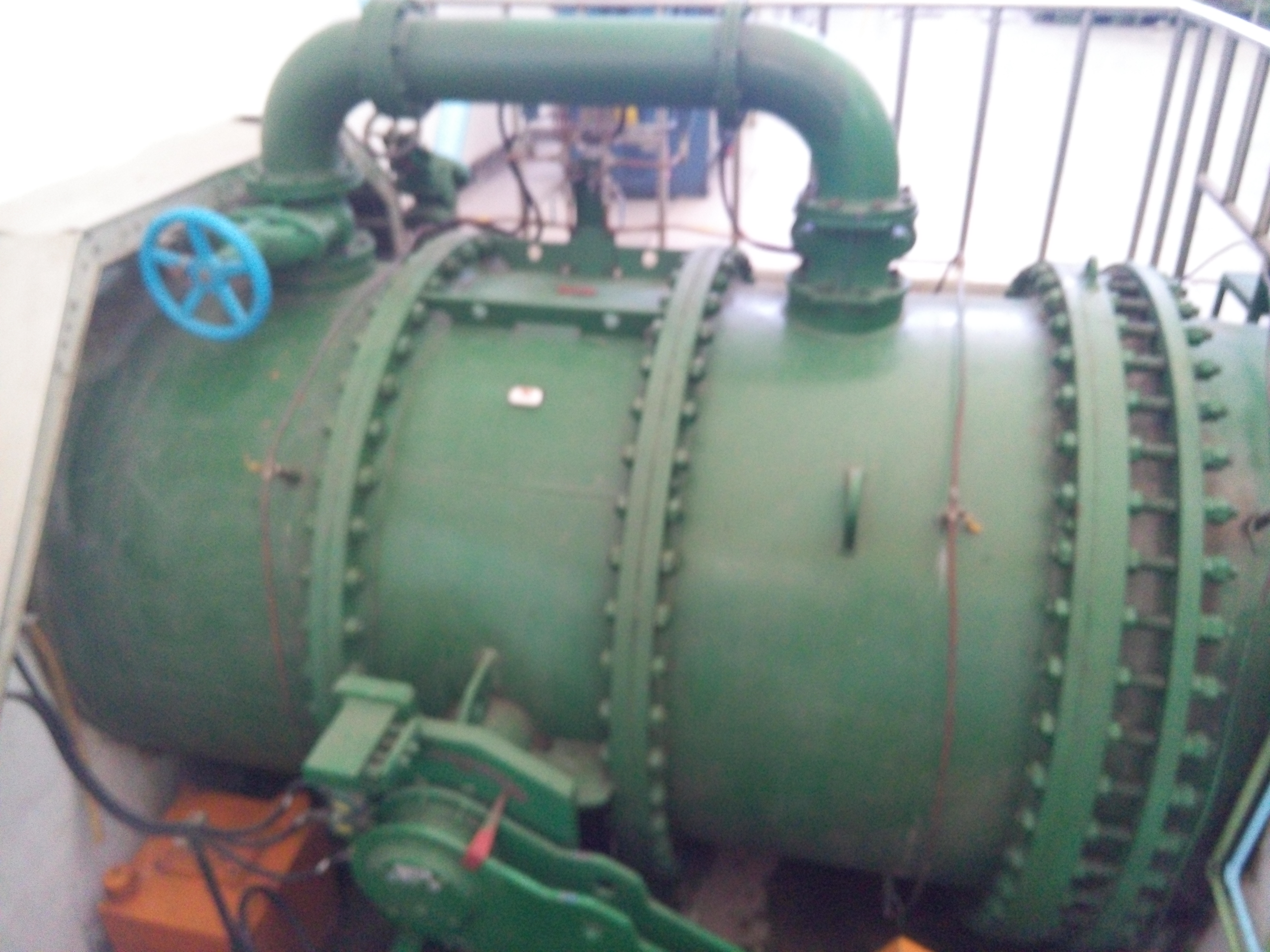
一號水輪機油壓主閥
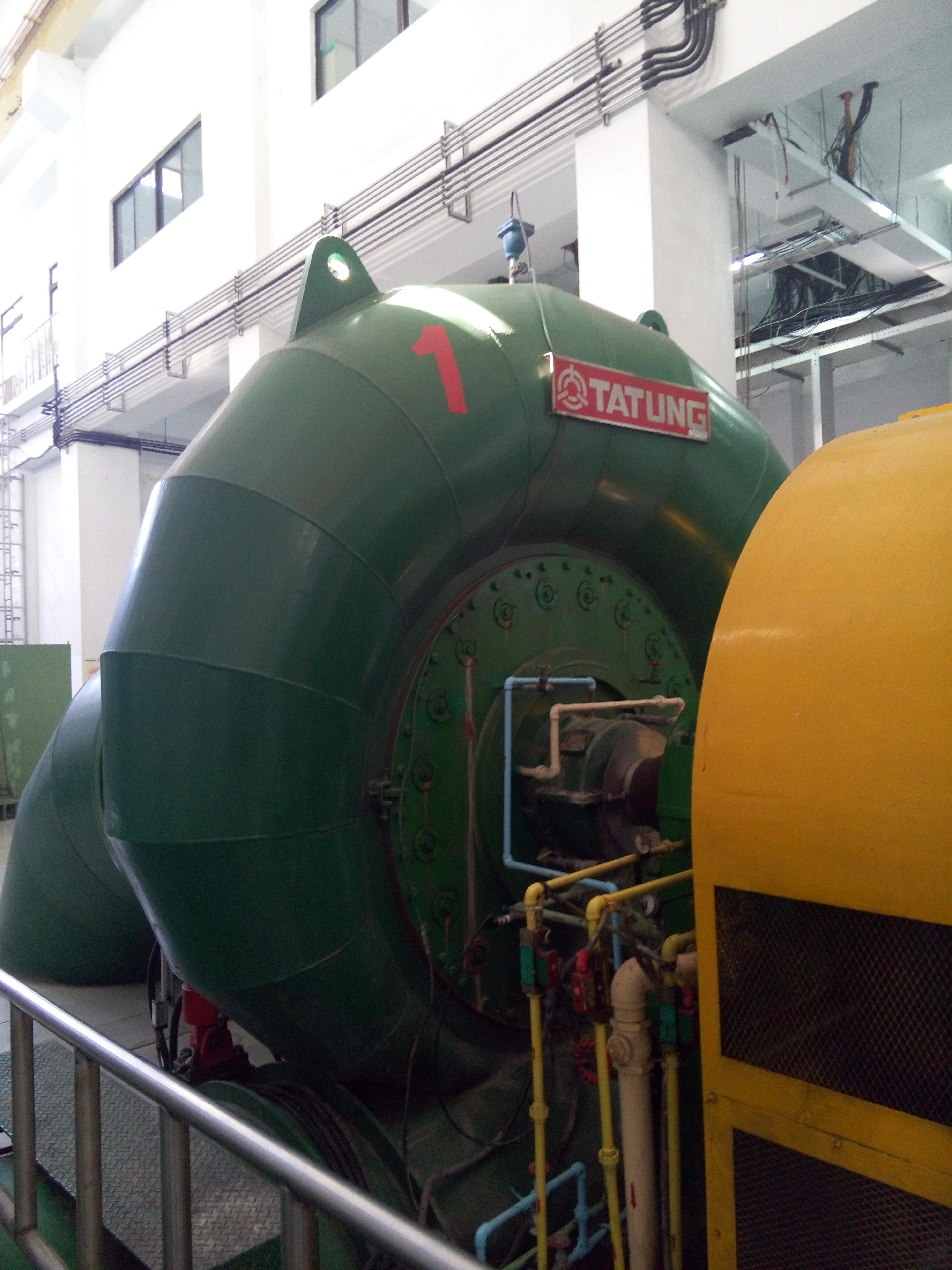
一號水輪機蝸殼
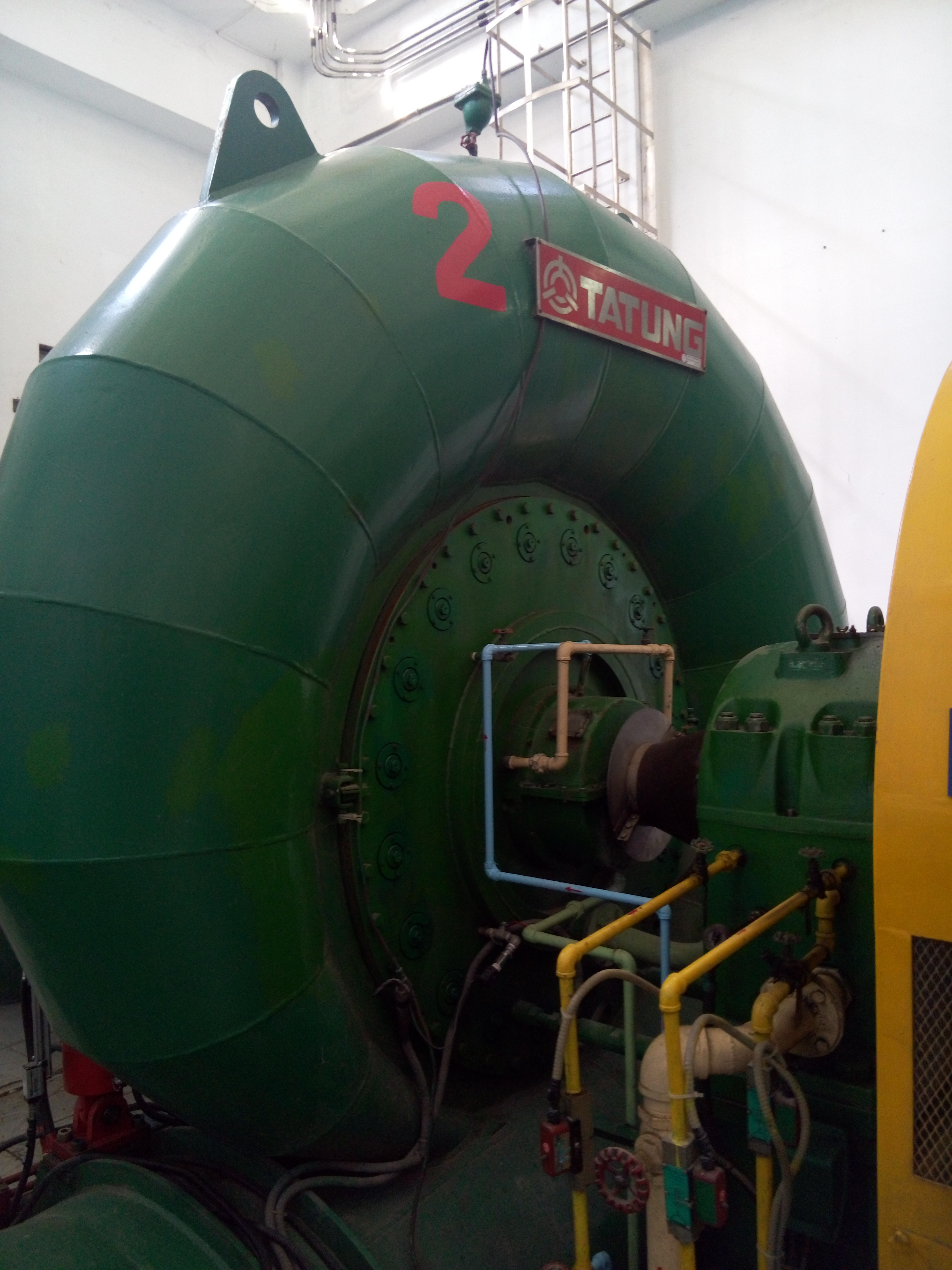
二號水輪機蝸殼

### 廠區

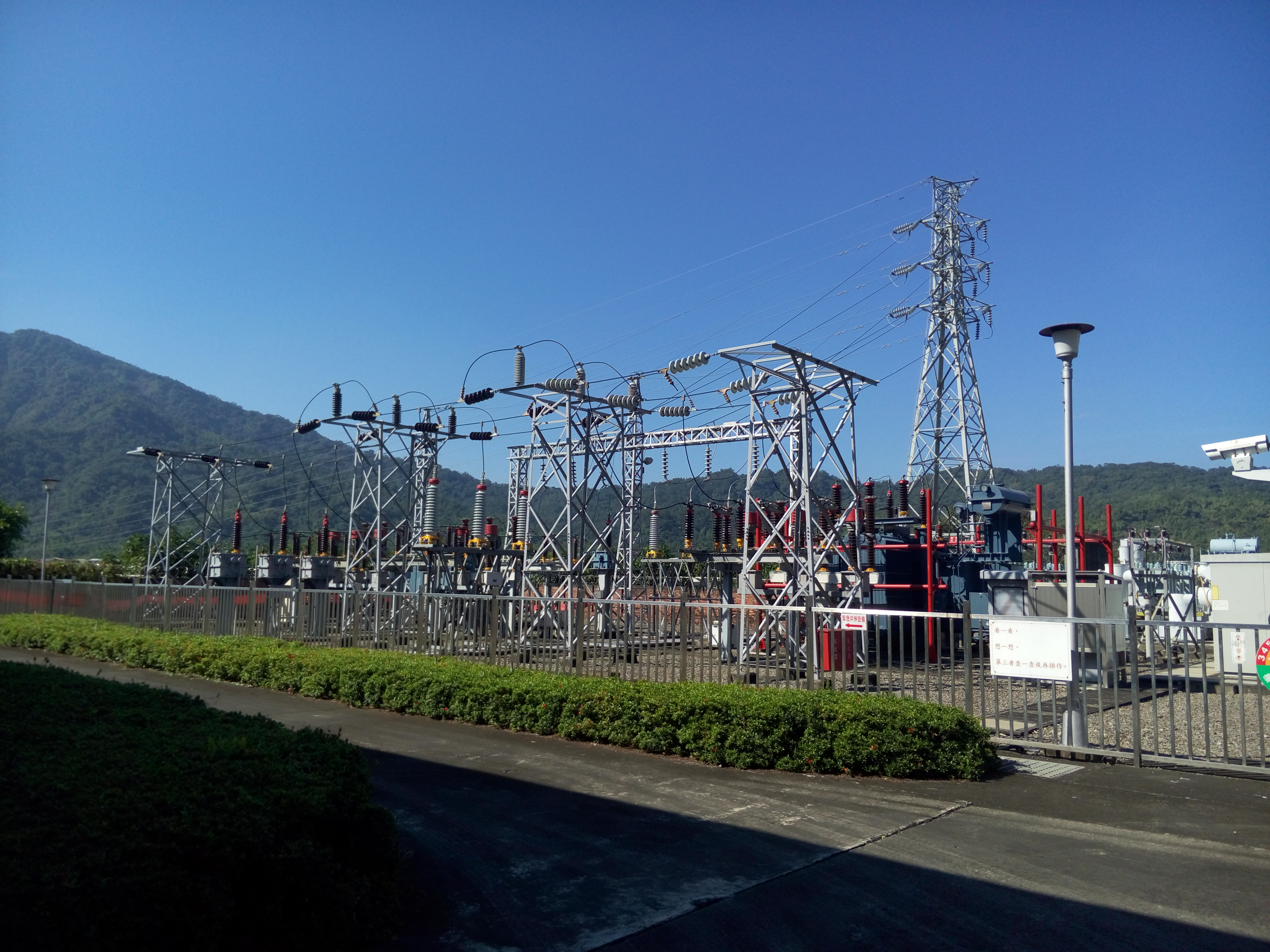
開關廠
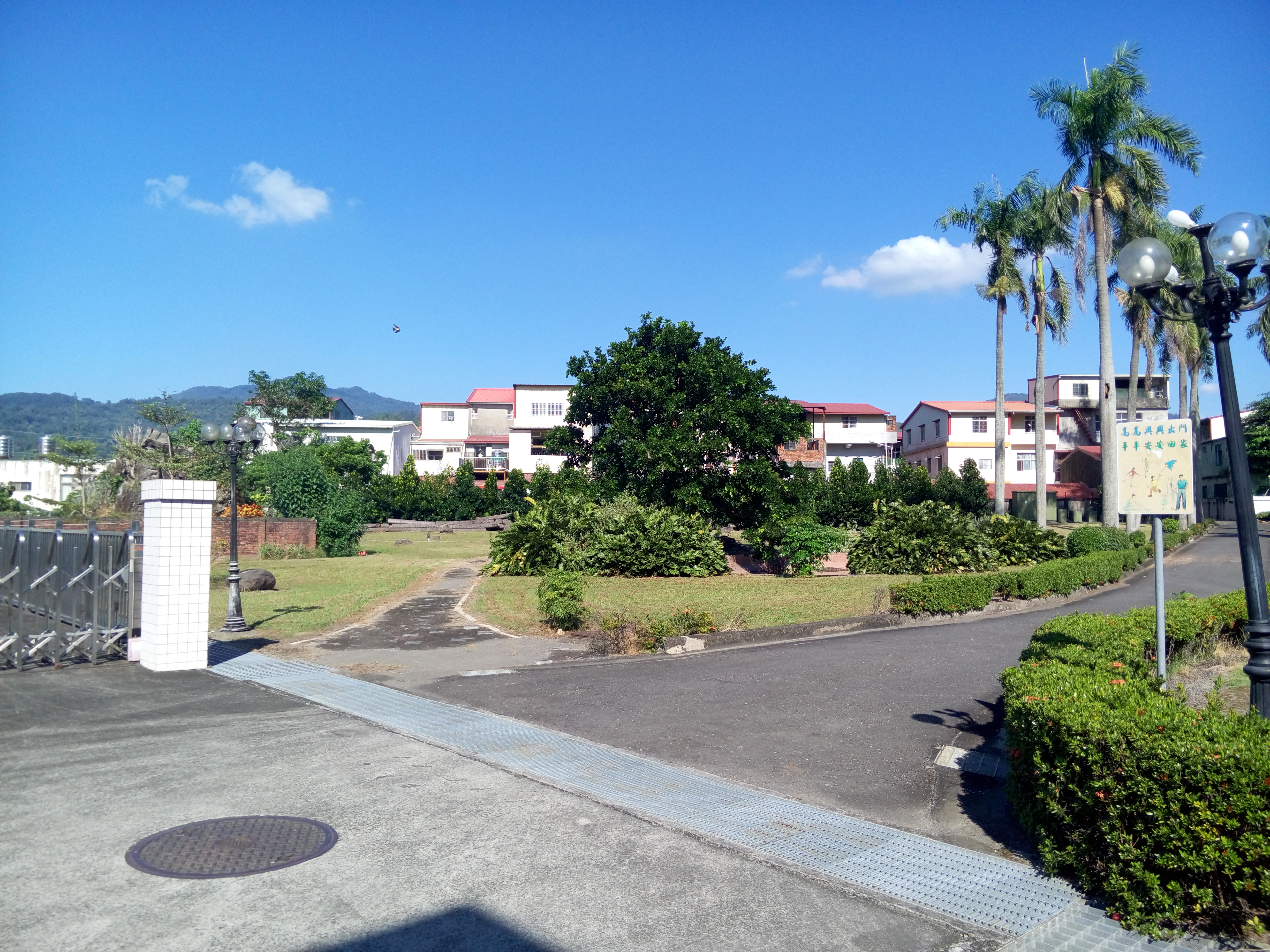
廠區庭院造景
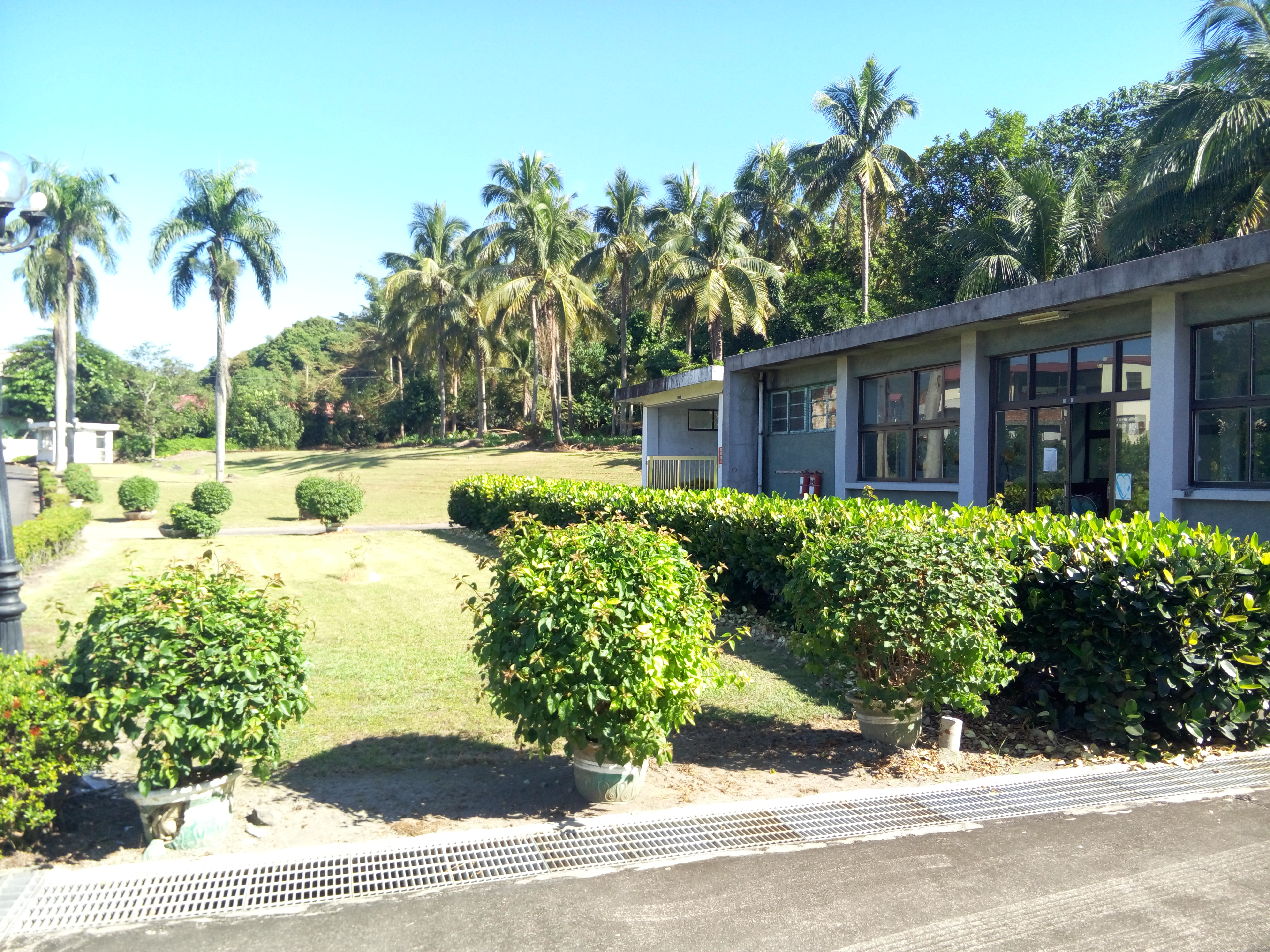
廠區備品倉庫
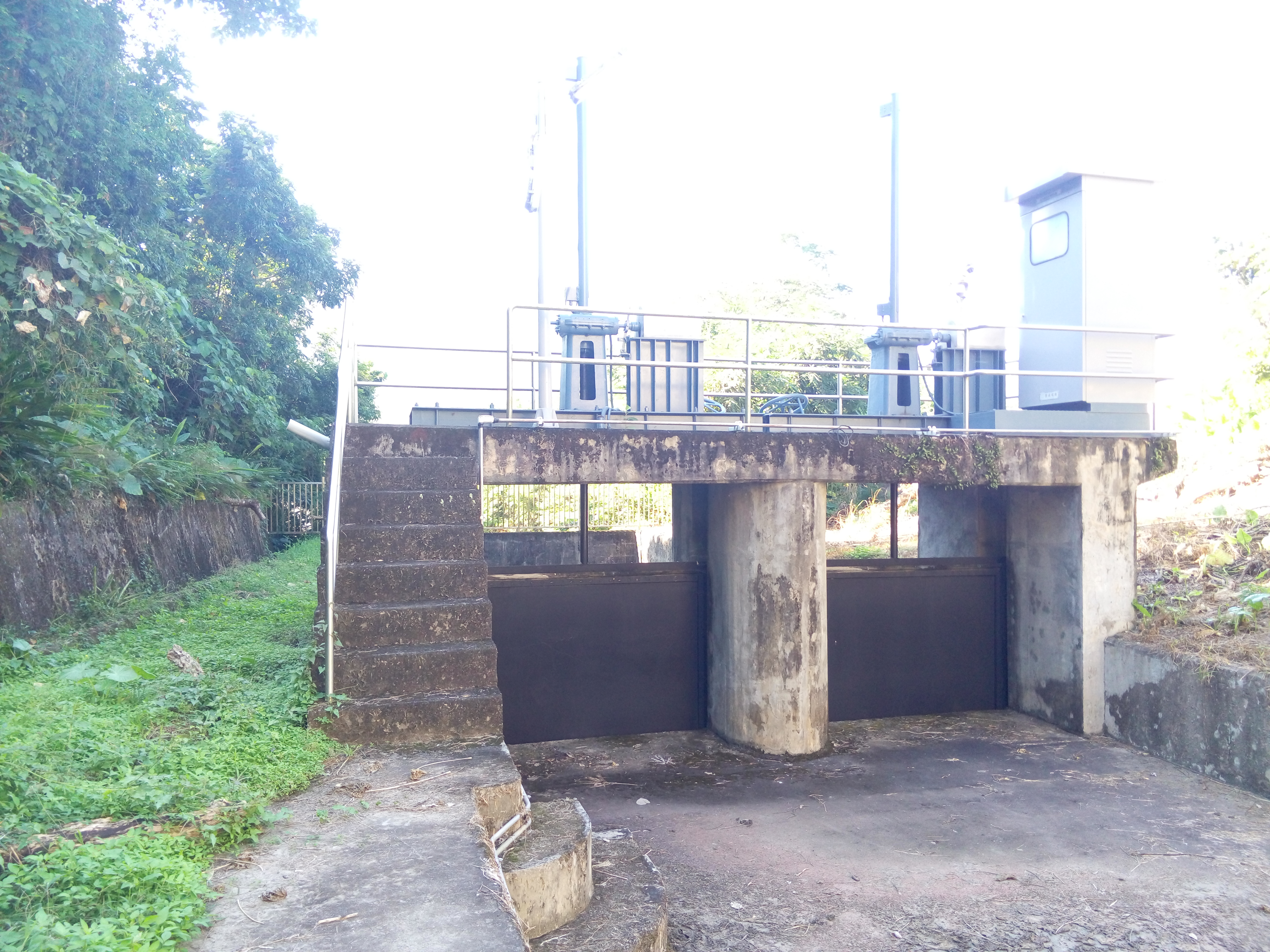
尾水道制水門

### 前池

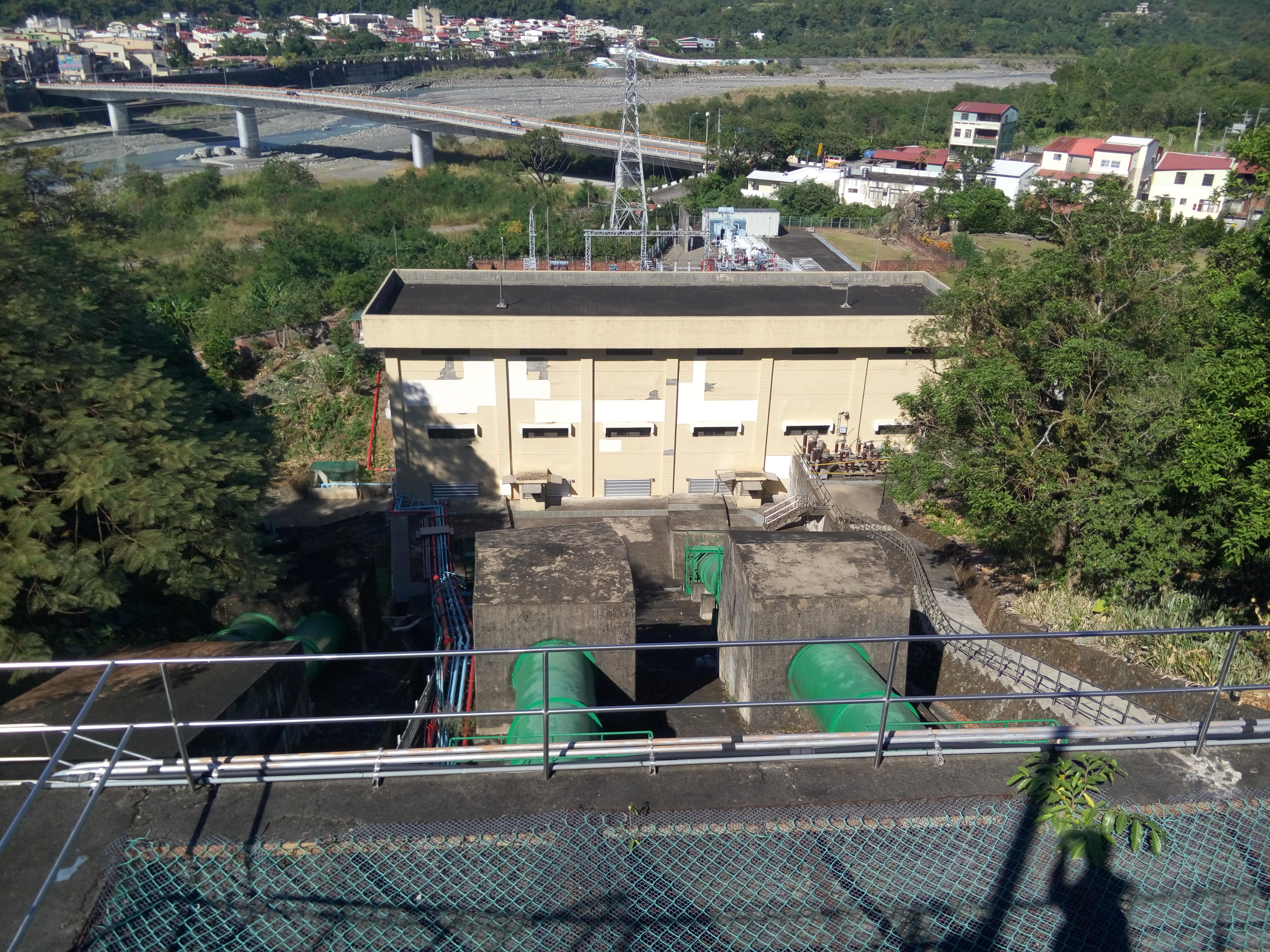
自前池頂俯瞰六龜機組廠房、壓力鋼管、荖濃溪以及六龜市區。
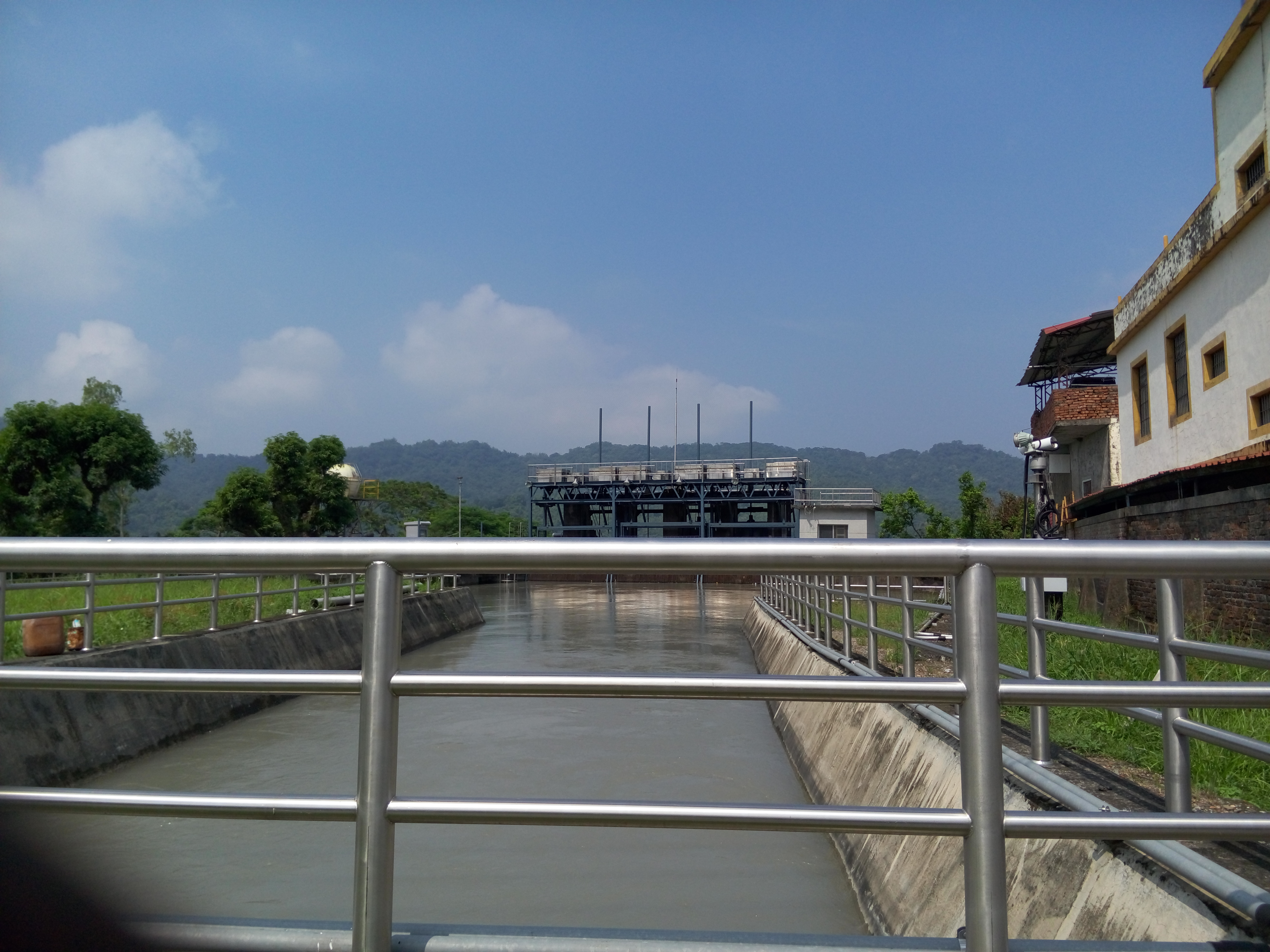
六龜機組發電水源前池
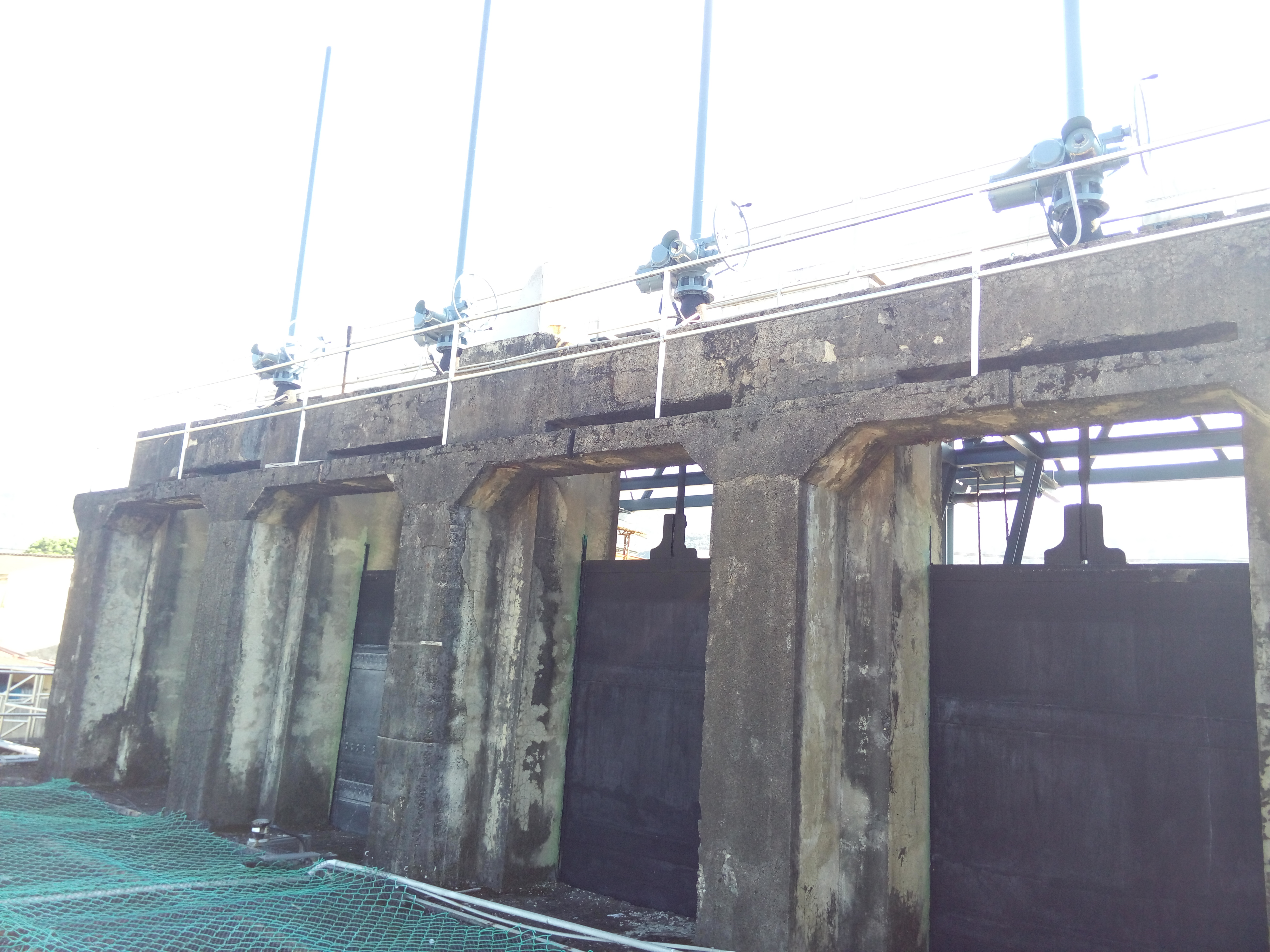
前池制水門
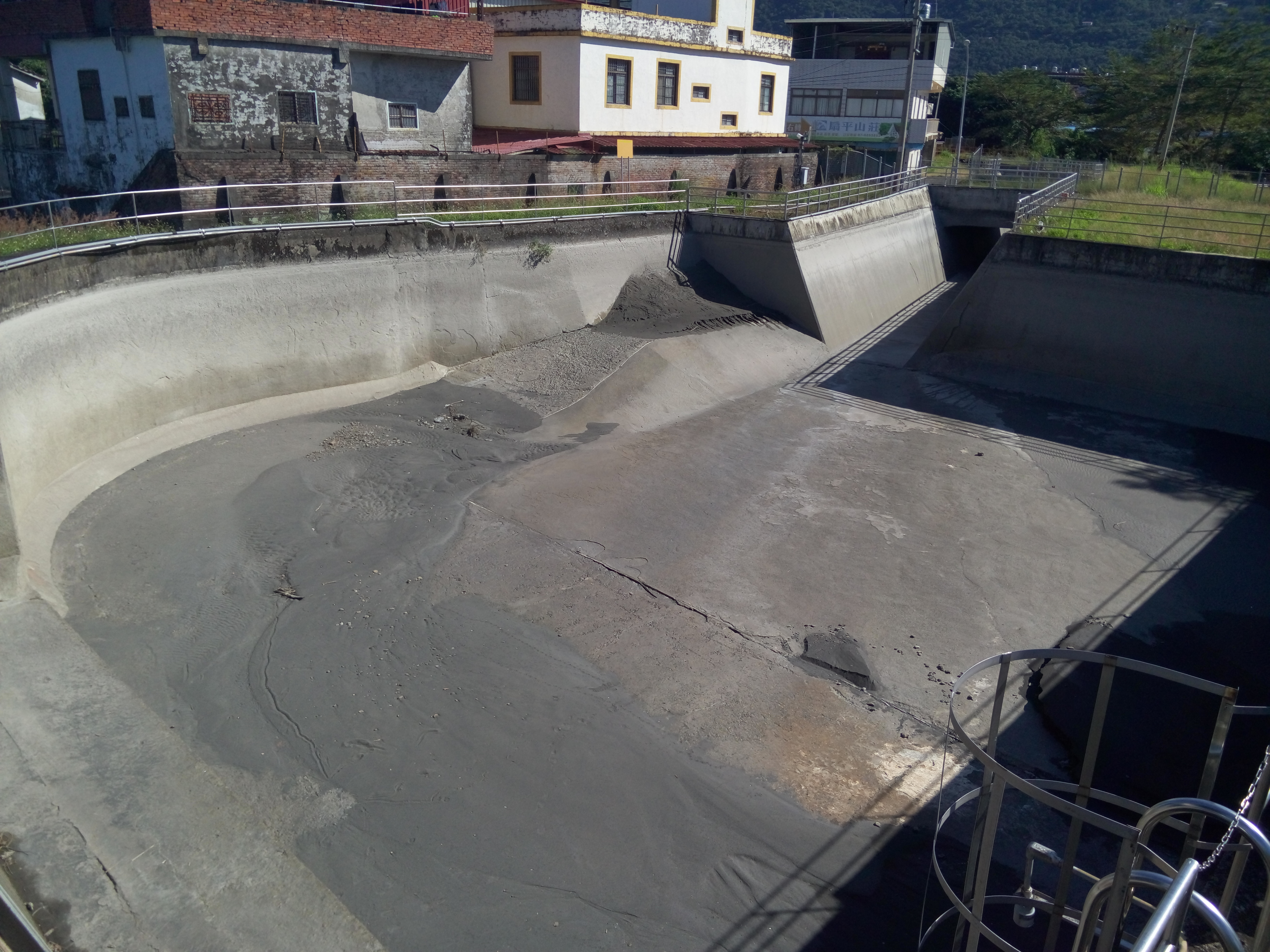
無蓄水狀態的前池
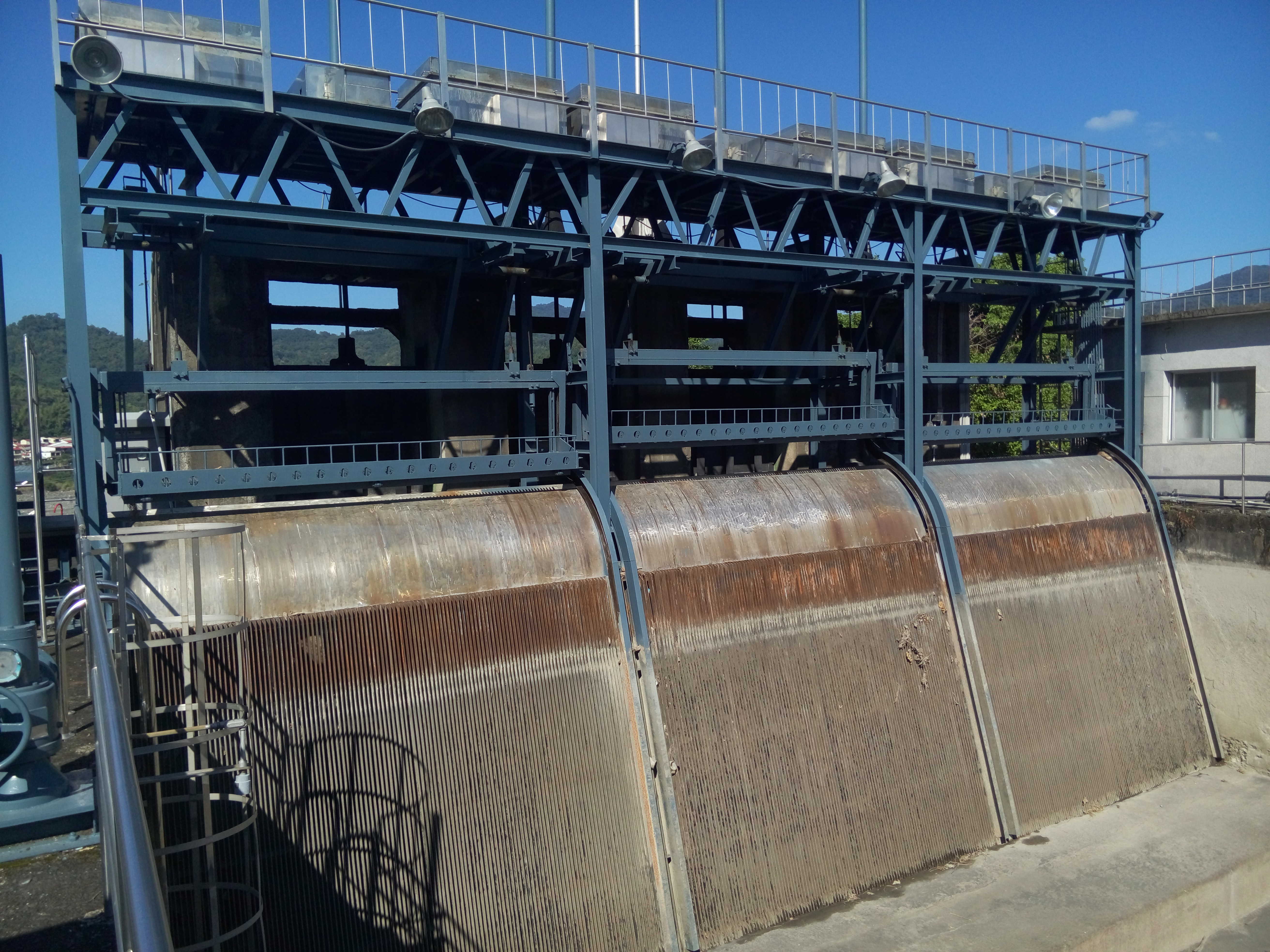
壓力鋼管進水口攔汙閘

### 壓力鋼管

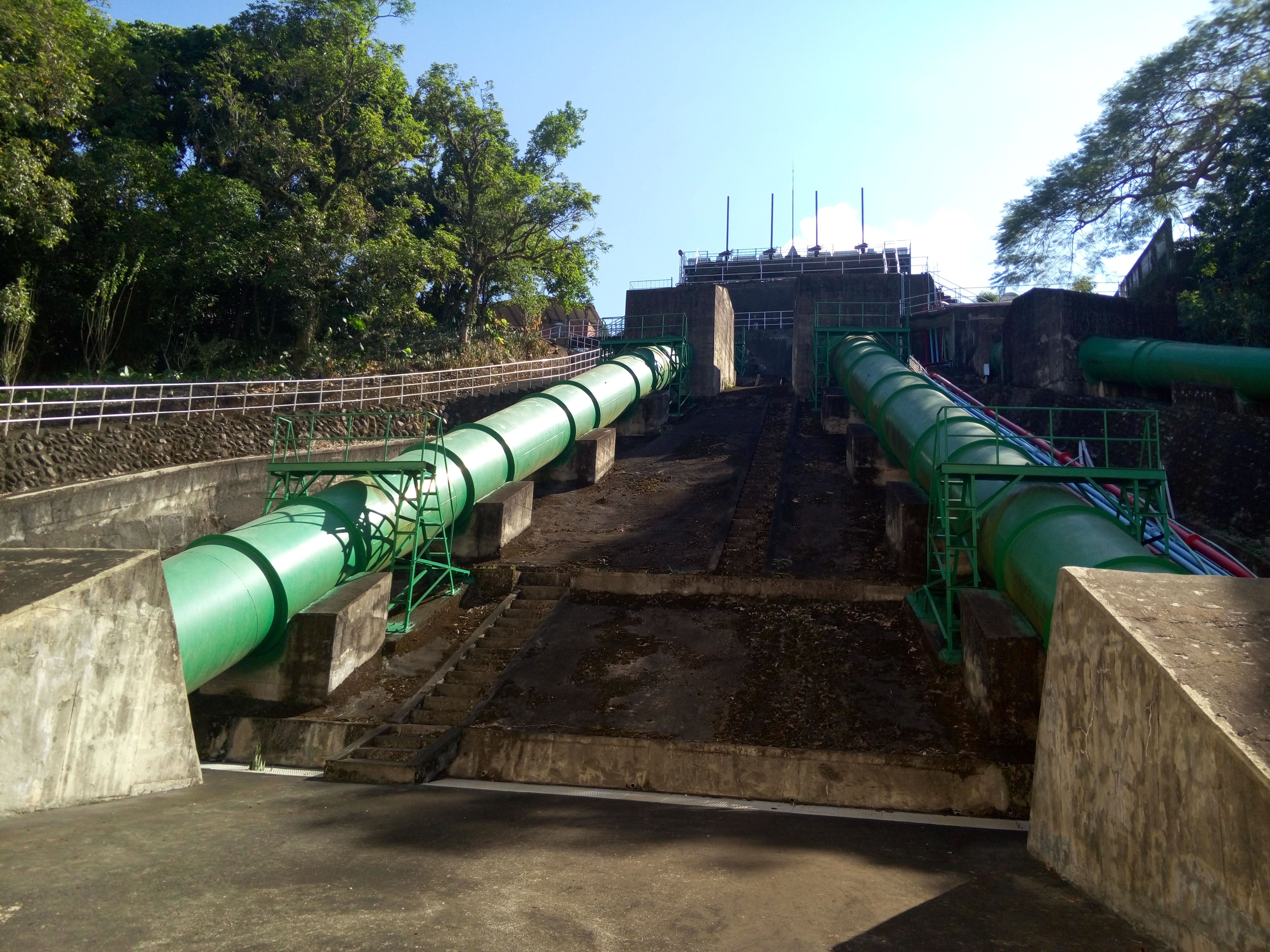
壓力鋼管，共兩支
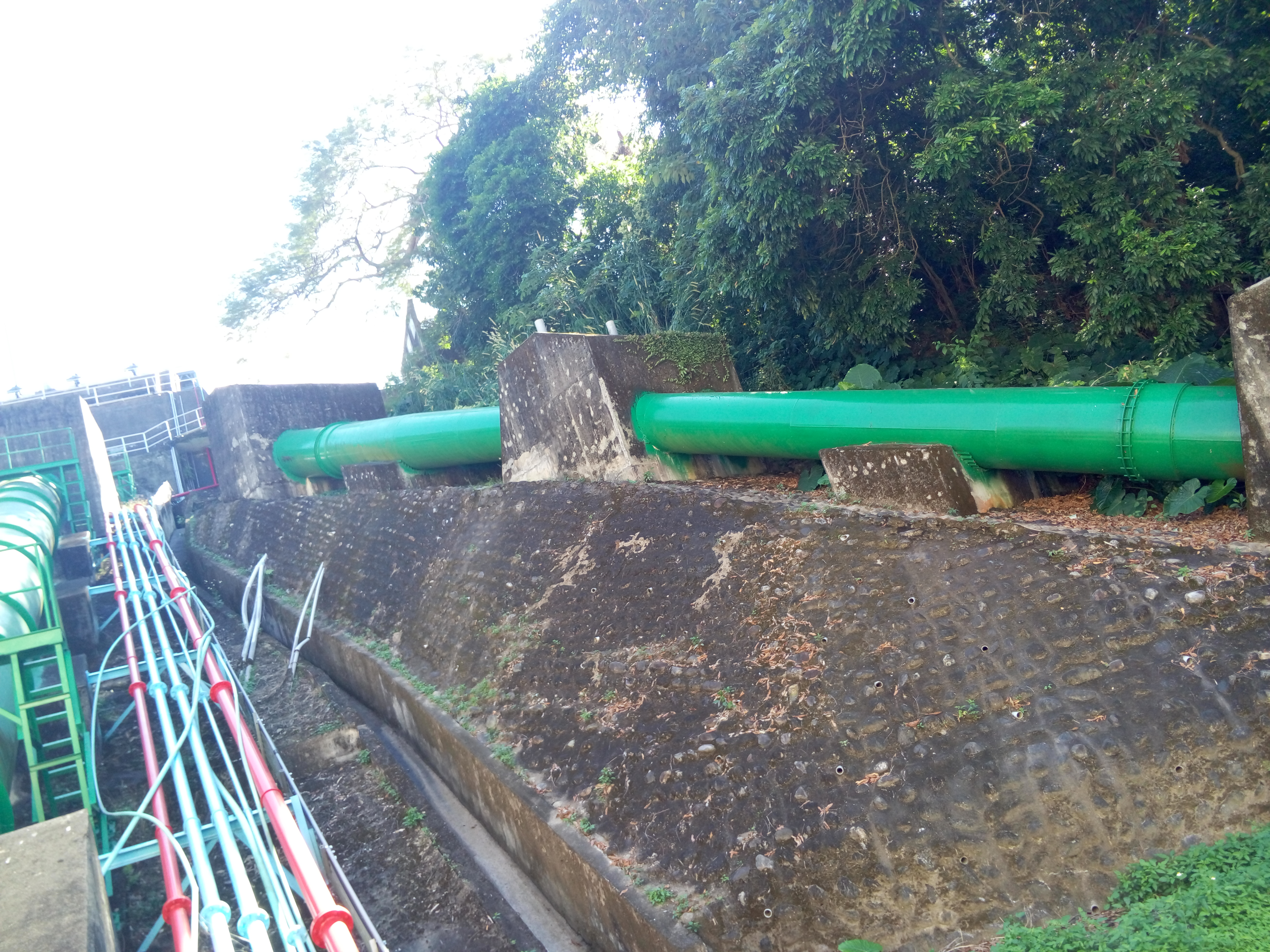
溢水管

### 引水設施

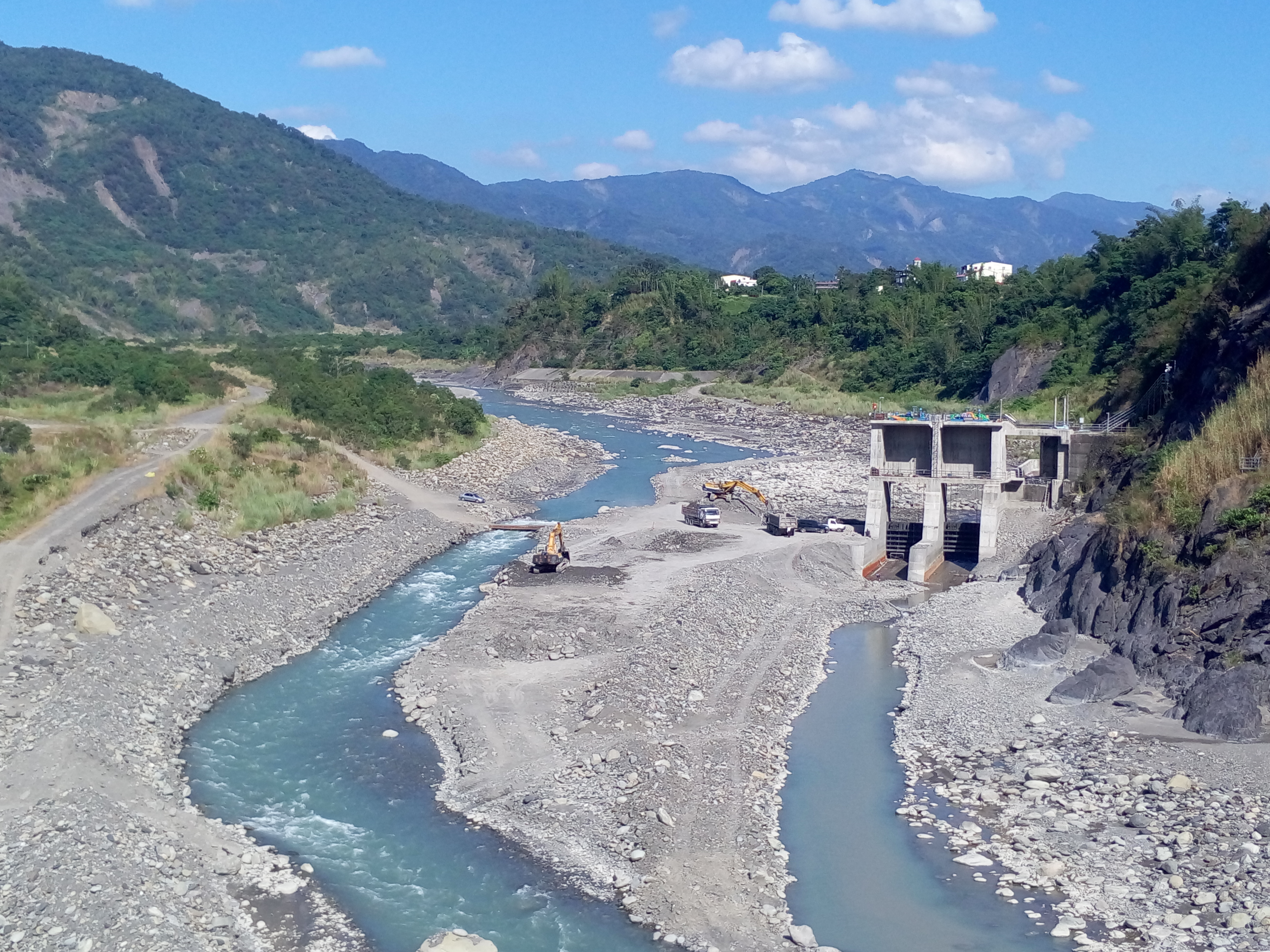
土壟灣堰
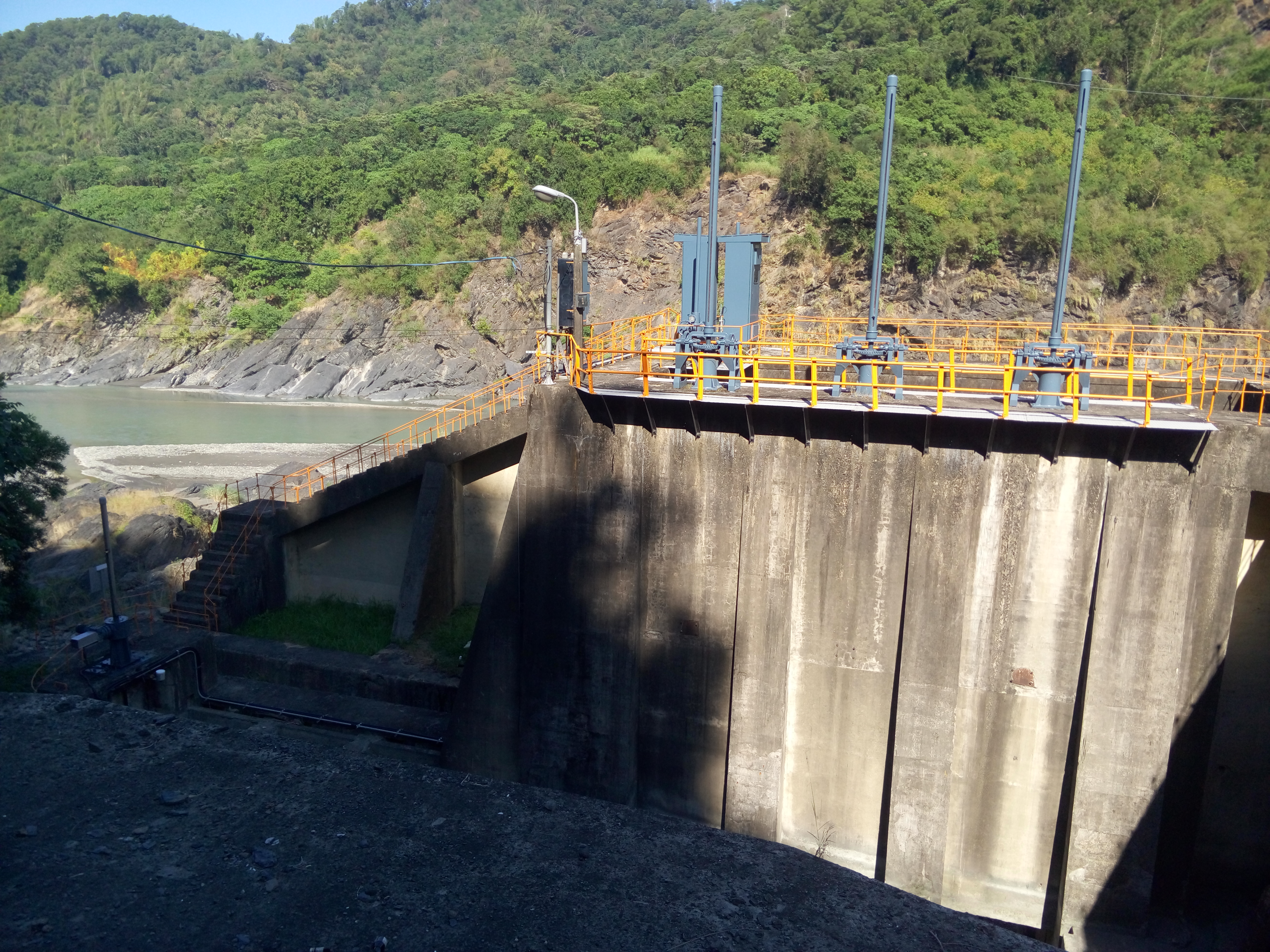
舊進水口

## 周遭景點
- 荖濃溪
- 南橫公路
- 六龜溫泉
- 新發部落

## 資料來源
1. 1 2  . 高屏溪水利資源.   [2015-08-25]. （原始内容存档于2016-03-04） （中文（臺灣））.
2. ↑  江文兟. . 臺灣時報. 2012-08-17  [2016-09-14]. （原始内容存档于2017-03-05） （中文（臺灣））.
3. 1 2 3 4 5 6 7 8   (PDF). 臺灣電力公司.   [2015-08-08]. （原始内容 (PDF)存档于2014-02-03） （中文（臺灣））.
4. 1 2 3  朱瑞墉.  (PDF). 源雜誌.   [2015-08-08]. （原始内容存档 (PDF)于2020-11-23） （中文（臺灣））.
5. ↑  . 隨意窩. 2010-11-07  [2015-08-08]. （原始内容存档于2019-05-04） （中文（臺灣））.
6. ↑  林炳炎. . 2008年09月18 日.   [2015-08-08]. （原始内容存档于2021-01-22） （中文（臺灣））.

## 外部連結
- 鄧宗文 《高屏發廠六龜機組-土壠灣發電廠的前世今生》  （页面存档备份，存于）